# HAT-P-29 (Muspelheim)
HAT-P-29 eller Muspelheim, är en dubbelstjärna belägen i den norra delen av stjärnbilden Perseus. Den har en skenbar magnitud av ca 11,83 och kräver ett kraftfullt teleskop  för att kunna observeras. Baserat på parallaxmätning inom Hipparcosuppdraget enligt Gaia Data Release 3 på ca 3,14 mas, beräknas den befinna sig på ett avstånd på ca 1 040 ljusår (319 parsek) från solen. Den rör sig närmare solen med en heliocentrisk radialhastighet på ca -22 km/s.

## Nomenklatur
År 2019 valdes HAT-P-29 som en del av NameExoWorlds-kampanjen organiserad av International Astronomical Union, som tilldelade varje land en stjärna och en planet att namnges. HAT-P-29 tilldelades namnet Muspelheim och planeten gavs namnet Surt, på förslag Danmark.

## Egenskaper
HAT-P-29 är en gul till vit stjärna i huvudserien av spektralklass F8 V. Den har en massa som är ca 1,20 solmassor, en radie på ca 1,23 solradier och utsänder från dess fotosfär energi motsvarande 1,9 gånger solen vid en effektiv temperatur av ca 6 100 K. Stjärnan är yngre än solen och är lätt anrikad av tunga element och har en halt av järn som är ungefär 35 procent högre änsolens.
En mycket svag följeslagare av 19:e magnituden upptäcktes 2016 med en projicerad separation på 3,290 ± 0,002 bågsekunder, men Gaia DR2-astrometri tyder på att den är ett orelaterade  bakgrundsobjekt. Under 2018 visade en undersökning av transittidsvariationer att ytterligare planeter med massa som överstiger ungefär hälften av jorden saknas kring stjärnan.

## Planetsystem
År 2011 upptäcktes en het Jupiter, HAT-P-29b, som en exoplanet i omlopp kring stjärnan i en svagt excentrisk bana. Planetbanan är sannolikt i linje med stjärnans ekvatorialplan, med en snedställning av 26 ± 16 grader.
| Planet     | Massa            | Halv storaxel (AE) | Siderisk omloppstid (d) | Excentricitet      | Inklination       | Radie            |
| ---------- | ---------------- | ------------------ | ----------------------- | ------------------ | ----------------- | ---------------- |
| b / (Surt) | 0,767 ± 0,045 MJ | 0,0665 ± 0,0012    | 5,723376 ± 0,000021     | 0,073 +0,029−0,028 | 88,06 +0,78−0,59° | 1,072 ± 0,043 RJ |